# Giuseppe Zappella
Giuseppe Zappella (født 4. maj 1973) er en tidligere italiensk fodboldspiller.